# 日本のアニメ映画作品一覧 (1960年代)
- 映画 > 映画の一覧 > 日本の映画作品一覧 > 日本のアニメ映画作品一覧 > 日本のアニメ映画作品一覧 (1960年代)
- アニメ > アニメーション映画 > 日本のアニメ映画作品一覧 > 日本のアニメ映画作品一覧 (1960年代)
- アニメ > アニメ作品一覧 > 日本のアニメ映画作品一覧 > 日本のアニメ映画作品一覧 (1960年代)

日本のアニメ映画作品一覧 (1960年代)では、日本で制作されたアニメ映画の1960年から1969年にかけて公開された一覧を年代順に記載。
記載の凡例については日本のアニメ映画作品一覧#凡例を参照
| あ行 | か行 | さ行 | た行 | な行 | は行 | ま行 | や行 | ら行 | わ行 |
| ---- | ---- | ---- | ---- | ---- | ---- | ---- | ---- | ---- | ---- |
| あ   | か   | さ   | た   | な   | は   | ま   | や   | ら   | わ   |
| い   | き   | し   | ち   | に   | ひ   | み   |      | り   | ゐ   |
| う   | く   | す   | つ   | ぬ   | ふ   | む   | ゆ   | る   |      |
| え   | け   | せ   | て   | ね   | へ   | め   |      | れ   | ゑ   |
| お   | こ   | そ   | と   | の   | ほ   | も   | よ   | ろ   | を   |

| その他 目次 | アニメ+実写・未公開/合作 |

| 1910年代-1950年代 | 1910年代・1920年代・1930年代・1940年代・1950年代           |
| 1960年代          | 1960・1961・1962・1963・1964・1965・1966・1967・1968・1969 |
| 1970年代          | 1970・1971・1972・1973・1974・1975・1976・1977・1978・1979 |
| 1980年代          | 1980・1981・1982・1983・1984・1985・1986・1987・1988・1989 |
| 1990年代          | 1990・1991・1992・1993・1994・1995・1996・1997・1998・1999 |
| 2000年代          | 2000・2001・2002・2003・2004・2005・2006・2007・2008・2009 |
| 2010年代          | 2010・2011・2012・2013・2014・2015・2016・2017・2018・2019 |
| 2020年代          | 2020・2021・2022・2023・2024・2025・2026・2027・2028・2029 |

| 目次 | • 脚注• 注釈• 出典• 参考リンク |

## 1960年
| 公開年月日    | 作品名 | 上映時間 | 監督                                                 | 制作     |
| ------------- | ------ | -------- | ---------------------------------------------------- | -------- |
| 1960年8月14日 | 西遊記 | 88分     | 藪下泰司（演出）、手塚治虫（演出）、白川大作（演出） | 東映動画 |

## 1961年
| 公開年月日    | 作品名         | 上映時間 | 監督             | 制作     |
| ------------- | -------------- | -------- | ---------------- | -------- |
| 1961年7月19日 | 安寿と厨子王丸 | 83分     | 藪下泰司（演出） | 東映動画 |

## 1962年
| 公開年月日    | 作品名                              | 上映時間 | 監督                               | 制作                 |
| ------------- | ----------------------------------- | -------- | ---------------------------------- | -------------------- |
| 1962年4月22日 | たのしい文明史 鉄ものがたり         | 23分     | 前田一（演出）                     | 東映動画             |
| 1962年6月16日 | アラビアンナイト シンドバッドの冒険 | 81分     | 藪下泰司（演出）、黒田昌郎（演出） | 東映動画             |
| 1962年8月25日 | おとぎの世界旅行                    | 76分     | 横山隆一                           | おとぎプロダクション |

## 1963年
| 公開年月日     | 作品名                 | 上映時間 | 監督             | 制作       |
| -------------- | ---------------------- | -------- | ---------------- | ---------- |
| 1963年3月24日  | わんぱく王子の大蛇退治 | 86分     | 芹川有吾（演出） | 東映動画   |
| 1963年12月21日 | 狼少年ケン             | 25分     | 月岡貞夫（演出） | 東映動画部 |
| 1963年12月21日 | わんわん忠臣蔵         | 81分     | 白川大作（演出） | 東映動画部 |
| 1963年         | セロひきのゴーシュ     | 19分     | 神保まつえ       | 学習研究社 |

## 1964年
| 公開年月日    | 作品名                                       | 上映時間 | 監督                                             | 制作             |
| ------------- | -------------------------------------------- | -------- | ------------------------------------------------ | ---------------- |
| 1964年3月22日 | 狼少年ケン アラビアの怪人/魔の岩の決闘       | 50分     | 月岡貞夫（演出）、芹川有吾（演出）               | 東映動画部       |
| 1964年3月28日 | 狼少年ケン トーテムポールの魔人/ピストル騒動 | 50分     | 池田宏（演出）、矢吹公郎（演出）                 | 東映動画部       |
| 1964年5月3日  | 狼少年ケン おばけ嫌い/ジャングル最大の作戦   | 50分     | 黒田昌郎（演出）、高畑勲（演出）                 | 東映動画部       |
| 1964年6月14日 | 狼少年ケン 月夜の出来事                      | 25分     | 池田宏（演出）                                   | 東映動画部       |
| 1964年7月21日 | エイトマン ロボット007/光線銃レーザー        | 46分     | 大西清（演出）、佐々木浩次（演出）               | 東映動画部       |
| 1964年7月21日 | 狼少年ケン サーカスから来た仲間              | 24分     | 山本寛己（演出）                                 | 東映動画部       |
| 1964年7月21日 | 少年忍者 風のフジ丸 謎のアラビヤ人形         | 53分     | 白川大作（演出）、矢吹公郎（演出）               | 東映動画         |
| 1964年7月21日 | 鉄人28号 ミラクル魔術団/海底基地             | 47分     | 庵原和夫（動画演出）、渡辺米彦（動画演出）       | 東映動画部       |
| 1964年7月26日 | 鉄腕アトム 宇宙の勇者                        | 87分     | 山本暎一（演出）、林重行（演出）、高木厚（演出） | 虫プロダクション |

## 1965年
| 公開年月日     | 作品名                             | 上映時間 | 監督                               | 制作         |
| -------------- | ---------------------------------- | -------- | ---------------------------------- | ------------ |
| 1965年3月20日  | 狼少年ケン おく病なライオン        | 24分     | 芹川有吾（演出）                   | 東映動画部   |
| 1965年3月20日  | ガリバーの宇宙旅行                 | 80分     | 黒田昌郎（演出）                   | 東映動画     |
| 1965年3月20日  | 少年忍者 風のフジ丸 まぼろし魔術団 | 50分     | 白川大作（演出）、矢吹公郎（演出） | 東映動画     |
| 1965年7月24日  | 宇宙少年ソラン                     | 25分     | 瀬古常時（演出）                   | TCJ          |
| 1965年7月24日  | 宇宙パトロールホッパ               | 24分     | 藪下泰次（演出）                   | 東映動画     |
| 1965年7月24日  | 狼少年ケン 誇りたかきゴリラ        | 25分     | 高畑勲（演出）                     | 東映動画部   |
| 1965年7月24日  | 少年忍者 風のフジ丸 大猿退治       | 44分     | 白川大作（演出）、村上鎮雄（演出） | 東映動画     |
| 1965年12月25日 | 狼少年ケン                         | 48分     | 池田宏（演出）、芹川有吾（演出）   | 東映動画部   |
| 1965年12月25日 | オバケのQ太郎                      | 25分     | 山口逸郎（演出）、大隅正秋（演出） | 東京ムービー |

## 1966年
| 公開年月日    | 作品名         | 上映時間 | 監督             | 制作             |
| ------------- | -------------- | -------- | ---------------- | ---------------- |
| 1966年7月21日 | サイボーグ009  | 60分     | 芹川有吾（演出） | 東映動画スタジオ |
| 1966年7月31日 | ジャングル大帝 | 76分     | 山本暎一         | 虫プロダクション |

## 1967年
| 公開年月日    | 作品名                 | 上映時間 | 監督                             | 制作             |
| ------------- | ---------------------- | -------- | -------------------------------- | ---------------- |
| 1967年3月19日 | サイボーグ009 怪獣戦争 | 60分     | 芹川有吾（演出）                 | 東映動画スタジオ |
| 1967年3月19日 | 少年ジャックと魔法使い | 80分     | 藪下泰司（演出）                 | 東映動画         |
| 1967年3月19日 | たぬきさん大当り       | 17分     | G・M・リード、熊川正雄           | 東映動画         |
| 1967年7月21日 | 魔法使いサリー         | 45分     | 新田義方（演出）、池田宏（演出） | 東映動画         |

## 1968年
| 公開年月日     | 作品名                                | 上映時間 | 監督             | 制作     |
| -------------- | ------------------------------------- | -------- | ---------------- | -------- |
| 1968年3月19日  | アンデルセン物語                      | 80分     | 矢吹公郎（演出） | 東映動画 |
| 1968年7月21日  | ゲゲゲの鬼太郎                        | 45分     | 設楽博（演出）   | 東映動画 |
| 1968年7月21日  | 太陽の王子 ホルスの大冒険             | 82分     | 高畑勲（演出）   | 東映動画 |
| 1968年7月21日  | 魔法使いサリー                        | 24分     | 設楽博（演出）   | 東映動画 |
| 1968年10月19日 | 九尾の狐と飛丸                        | 80分     | 八木晋一（演出） | 日本動画 |
| 1968年12月19日 | 人のくらしの百万年 マニ・マニ・マーチ | 18分     | 藪下泰司（演出） | 東映動画 |

## 1969年
| 公開年月日     | 作品名                                   | 上映時間 | 監督                               | 制作                       |
| -------------- | ---------------------------------------- | -------- | ---------------------------------- | -------------------------- |
| 1969年3月18日  | 怪物くん                                 | 25分     | 大隅正秋（演出）、秦泉寺博（演出） | 東京ムービー、スタジオゼロ |
| 1969年3月18日  | 長靴をはいた猫                           | 80分     | 矢吹公郎（演出）                   | 東映動画                   |
| 1969年3月18日  | ひとりぼっち                             | 25分     | 高見義雄（演出）                   | 東映動画                   |
| 1969年3月18日  | ひみつのアッコちゃん                     | 24分     | 高見義雄（演出）                   | 東映動画                   |
| 1969年6月14日  | 千夜一夜物語                             | 128分    | 山本暎一                           | 虫プロダクション           |
| 1969年7月20日  | 空飛ぶゆうれい船                         | 60分     | 池田宏（演出）                     | 東映動画                   |
| 1969年7月20日  | ひみつのアッコちゃん わたしのパパはどこ? | 24分     | 池田宏（演出）                     | 東映動画                   |
| 1969年7月20日  | もーれつア太郎                           | 35分     | 西沢信孝（演出）、永樹凡人（演出） | 東映動画                   |
| 1969年7月26日  | 巨人の星                                 | 88分     | 長浜忠夫（演出）                   | 東京ムービー               |
| 1969年10月29日 | ㊙劇画 浮世絵千一夜                      | 70分     | レオ・ニシムラ（演出）             | レオ・プロダクション       |
| 1969年12月20日 | 巨人の星 行け行け飛雄馬                  | 70分     | 長浜忠夫（演出）                   | 東京ムービー               |
| ←1950年代      | ←1950年代                                | ↑目次    | 1970年代→                          | 1970年代→                  |